# جمعيه المرأة في الفلسفة

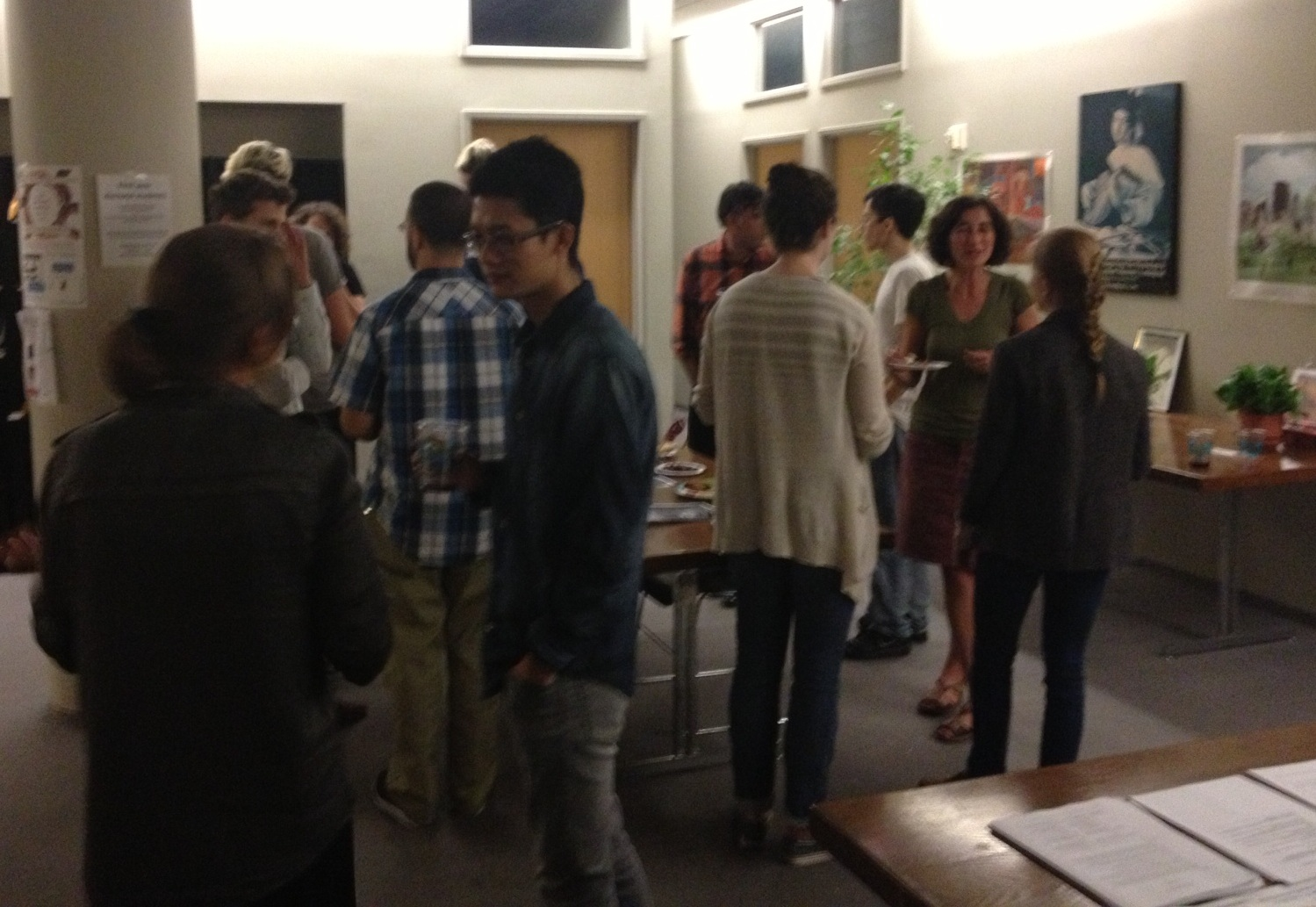

## جمعية المرأة في الفلسفة
تم إنشاء جمعية المرأة في الفلسفة في عام 1972 لدعم وتعزيز المرأة في الفلسفة. ومنذ ذلك الوقت توسعت جمعية المرأة في الفلسفة أو التي تسمى ب "SWIP"
إلى العديد من الفروع في جميع أنحاء العالم، بما في ذلك الولايات المتحدة وكندا وايرلندا والمملكة المتحدة وهولندا وفلاندرز، وألمانيا.
عقدت منظمات جمعية المرأة في الفلسفة اجتماعات ومحاضرات على مستوى العالم والتي تهدف إلى دعم المرأة في الفلسفة مثلSWIPshop
وتركز بشكل خاص على الفلسفة النسوية، بينما تركز جمعية المرأة في الفلسفة التحليلة على النساء الفلاسفة اللواتي يعملن في مجالات أخرى. [1] [2] [3]
كانت أليسون جغر واحدة من الأعضاء المؤسسين لجمعية المرأة في الفلسفة، والتي كانت أيضا واحدة من أوائل الناس الذين قدموا المخاوف النسوية في الفلسفة. [4] في كل عام، تحدد جمعية المرأة في الفلسفة فيلسوفاً واحداً بلقب فيلسوف المرأة المميز للعام. [5]

## الأرشيف
بعض سجلات الارشيف للجمعية ضُمت أصلا لمجموعة صوفيا سميث في مكتبة كلية سميث أسستها كاثي باين بارسونز أديلسون بعد الذكرى السنوية العاشرة لجمعية المرأة في الفلسفة عام 1982).
سيضم الارشيف الرسمي للجمعية، في مركز بمبرك في في جامعة براون، بشكل دائم نظرية الارشيف النسوية.يعتبر مقر الجمعية الجديد نتاج الجهود التي يبذلها مشروع أرشيف الفلسفة النسوية الذي أُنشأ في يونيو 2013 وانتهى في يوليو 2014.
يتألف الهدف الرئيسي لفريق المشروع FPA
من الفلاسفة جوان كالاهان، وآن غاري، وأليسون جغر، وساندرا هاردينغ، وكريستينا راولز، وسامانثا نول، لتحديد وتنظيم أفضل أرشيف مهني ممكن للحفاظ عليها لأكثر من أربعة عقود من سجلات الجمعية.
اعتبارا من ديسمبر 2014، منحت الجمعية الفلسفية الأمريكية ارشيف النظرية النسوية، وجمعية المرأة للفلسفة،
وFPAPتنظيم فريق المساعدة المالية للمساعدة في تجهيز وحفظ مواد الجمعية المتبرعة

## الفروع
- NYSWIP فرع لجمعية المرأة للفلسفة تقع في نيويورك. وقد تم تأسيسها في عام 1993. وهدفها عمل العلماء من النساء الفلاسفة. تحقيقا لهذه الغاية، فإن المقر يحمل سلسلة محاضرات سو واينبرغ،SWIPshop، و SWIP-Analytic. [6] [7]
- P-SWIP فرع لجمعية المرأة للفلسفة تقع في المحيط الهادي الأمريكية. [8]
- CSWIP فرع لجمعية المرأة في الفلسفة في كندا لدعم النساء في الفلسفة، وتعزيز الحركة النسائية في الفلسفة والفلسفة في الحركة النسوية.[9]
- فرع ايرلندا من فروع جمعية المرأة للفلسفة مقرها ايرلندا وهدفها «تعزيز النساء للفلسفة وزيادة الوعي من المشاكل التي تواجهها المرأة في الانضباط، وتسهيل التعاون بين النساء في الفلسفة في جزيرة ايرلندا، وانشاء صلات مع النساء الفلاسفة في البلدان الأخرى، وتشجيع النساء الفلاسفة على البحث، وتنظيم المؤتمرات والاجتماعات التي تثير اهتمام النساء الفلاسفة». [10]
- SWIP UK فرع لجمعية المرأة للفلسفة مقرها المملكة المتحدة ومنظمة طلاب المملكة المتحدة والمهنيين في الفلسفة. [11]
- SWIP.NL هو الفرع الهولندي لجمعية المرأة للفلسفة لدعم النساء في الفلسفة في هولندا وفلاندرز. [12]
- SWIP Germany فرع اللغة الألمانية لجمعية المرأة في الفلسفة هدفها «تعزيز المساواة في المعاملة بين المرأة والمساواة بين الجنسين في الفلسفة». [13]

## فائزين السنة بلقب فيلسوف المرأة المميز
في كل عام، يحدد القسم الشرقي من جمعية المرأة في الفلسفة فيلسوفاً واحداً بلقب فيلسوف المرأة المميز للسنة. [14] قالت جنيفر شاول عند استلام جائزة فيلسوف المرأة المميزعام 2011: «أنه لشرف عظيم لي وذهلت تماما من هذا. إنه لأمر رائع خصوصا ان تحدث فرق في حياة الناس من خلال القيام بالفلسفة. بالنسبة لي، هذا هو أعلى تكريم يمكن أن يكون ". [15]
- عام 2015: ماريا لوقينز (جامعة بينغامتون)
- 2014: بيغي ديزاوتيلس (جامعة دايتون)
- 2013: أليسون ويلي (جامعة واشنطن، سياتل)
- 2012: ديانا مايرز (جامعة لويولا في شيكاغو)
- 2011: جنيفر شاول (جامعة شيفيلد)
- 2010: سالي هاسلانجر (معهد ماساتشوستس للتكنولوجيا)
- 2009: لورين كود (جامعة نيويورك)
- 2008: نانسي توانا (جامعة ولاية بنسلفانيا)
- 2007: جوان كالاهان (جامعة كنتاكي)
- 2006: روث ميليكان (جامعة كونيتيكت)
- 2005: ليندا مارتن الكوف (هنتر كلية، جامعة مدينة نيويورك)
- 2004: سوزان شيرون (جامعة دالهوزي)
- 2003: إيفا فيدير كيتي (جامعة ستوني بروك)
- 2002: سارة روديك (المدرسة الجديدة للبحوث الاجتماعية)
- 2001: أميلي رورتي (جامعة برانديز)
- عام 2000: لا مستلم
- 1999: مارلين فراي (جامعة ولاية ميشيغان)
- 1998: ليندا لوبيز ماك أليستر (جامعة جنوب فلوريدا)
- 1997: كلوديا كارد (جامعة ويسكونسن)
- 1996: جيرترود ايزرسكي (كلية بروكلين، جامعة مدينة نيويورك)
- 1995: أليسون جغر (جامعة كولورادو)
- 1994: ايريس ماريون يونغ (جامعة شيكاغو)
- 1993: كاثرين باين اديلسون (كلية سميث)
- 1992: فرجينيا هيلد (جامعة مدينة نيويورك مركز الدراسات العليا)
- 1991: جين رولاند مارتن (جامعة ماساتشوستس، بوسطن)
- 1990: ساندرا هاردينغ (جامعة كاليفورنيا)
- 1989: هازيل بارنز (جامعة كولورادو)
- 1988: لي كامن (جامعة كولومبيا)
- 1987: إليزابيث فلورز (جامعة بنسلفانيا)
- 1986: ماري موذرسيل (كلية بارنارد)
- 1985: مارجوري جرين (اعتبارا من عام 1988 (جامعة فرجينيا للتكنولوجيا))
- 1984: اليزابيث لين بيردسلي (جامعة تمبل)

## هيباتيا
هيباتيا: مجلة الفلسفة النسوية [الإنجليزية], تنشر وايلي بلاكويل فصليا ولها جذورها في جمعية المرأة في الفلسفة [16].

## الأحداث
في عام 1980، بينما كانت ماري إلين وايث طالبة دراسات عليا في جامعة سيتي في مركز الدراسات العليا في نيويورك، الآن هي أستاذة في الفلسفة والمدير المؤقت لدراسات المرأة في جامعة ولاية كليفلاند.
«وجاء بناء على إشارة انجيدس مينجويس إلى العمل، والتي نشرت في عام 1690 و1692. [ايث] لم تسمع قط عن أي امرأة فيلسوفة قبل القرن 21 باستثناء الملكة كريستينا السويد، والمعروفة باسم ديكارت، وهيلدغارد فون بينجن، التي عاشت في القرن الثالث عشر». [17]
وبعدما حصلت على نسخة من هذا الكتاب، اكتشفت أن «العديد من النساء المدرجات كفلاسفة هن علماء فلك ومنجمات، وطبيبات أمراض نساء، أو ببساطة أقارب لفلاسفة ذكور. ومع ذلك، فإن قائمة النساءالفلاسفة مثيرة للإعجاب». [17]
في هذه المرحلة، قررت «إنشاء فريق من الخبراء للتعاون... ووضعت بيانًا في (جمعية المرأة في الفلسفة) الإخبارية وحصلت على نصف درزن من الردود من الفلاسفة». [17] أدى هذا المشروع التعاوني لنشر أربعة مجلدات، تاريخ من النساء الفلاسفة، نشرت عام 1987-1995، والتي تشمل الأقسام التالية:
المجلد الأول, النساء الفلاسفة القدماء عام (1987)600 قبل الميلاد الهجري- 500 م أسبازيا من ميليتس، وديوتما من مانتيناو، وجوليا دومنا، وماكرنا، وهيباتيا من الإسكندرية. [17]
المجلد الثاني، في القرون الوسطى وعصر النهضة وتنوير النساء الفلاسفة عام (1989) 500-1600، هيلدغارد من بنجين، وهيلواز، وميتشلد من ماغدبورغ، وجوليان من نورويتش، وكاثرين من سيينا، وغيرهم. [18]
المجلد الثالث, النساء الفلاسفة الحديثة عام (1991) 1600-1900، مارجريت كافنديش، وكريستينا (ملكة السويد)، وآن فينش (فيكونتيسة كونواي)، وسور خوانا، وماري ولستونكرافت، هارييت هاردي تايلور ميل، وعشرات آخرين. [19]
المجلد الرابع، النساء الفلاسفة المعاصرين عام (1995) 1900 إلى الوقت الحاضر، السيدة يلبي فيكتوريا، وشارلوت بيركنز غيلمان، ولو سالومي، ول. سوزان ستيبنق، وإديث شتاين، وآين راند، وهانا أرندت، وإديث شتاين، وسيمون ويل، وغيرهم كثير. [ 20]

## المنشورات
الجمعية الفلسفية البريطانية. النساء في الفلسفة، (هيلين بيبي وجيني شاول) في (سبتمبر 2011). النساء في الفلسفة في المملكة المتحدة - تقرير صادر عن الجمعية الفلسفية البريطانية وجمعية النساء في الفلسفة لجنة (BPA/SWIP) المشتركة للمرأة في الفلسفة.
1. ↑  وصلة مرجع: https://www.uh.edu/~cfreelan/SWIP/. الوصول: 11 نوفمبر 2021.